# William Godwin
Pour les articles homonymes, voir Godwin.
William Godwin est un philosophe, théoricien politique et romancier britannique né le 3 mars 1756 à Wisbech (Cambridgeshire) et mort le 7 avril 1836 à Londres.
Godwin est considéré comme un des précurseurs les plus importants des pensées anarchiste et utilitariste.
Époux de Mary Wollstonecraft, écrivaine féministe, il eut avec elle une fille, Mary Wollstonecraft Godwin, plus connue sous le nom de Mary Shelley, autrice de Frankenstein. Il est l'auteur du roman Les Aventures de Caleb Williams (en).

## Biographie
Né le 3 mars 1756 à Knowe's Acre, à Wisbech, dans le Cambridgeshire, William Godwin est le septième des treize enfants de John Godwin, pasteur non-conformiste, et d'Ann Hull. En 1758, la famille s'installe à Debenham, dans le Suffolk. Toutefois, elle doit s'en aller, à la suite de la participation du père de Godwin à une dispute théologique, et part pour Guestwick, dans le Norfolk, en 1759. En 1760 Godwin entre à l'école du village, où il lit l'Ancien et le Nouveau Testament sous la conduite de Mrs Gedge. Après la mort de l'enseignante, octogénaire, en 1764, il rejoint l'école de Robert Aker, près d'Hindolveston. En 1765, lors d'un voyage en famille pour visiter des parents à Norwich, King's Lynn et Wisbech, il assiste, pour la première et la dernière fois de son enfance, à une pièce de théâtre : Venise sauvée, drame politique d'Otway.
En septembre 1767, il se rend à Norwich, où il devient pupille du révérend Samuel Newton, membre de la secte calviniste des Glassites. De retour à l'école de Robert Aker en juin 1770, il fait un ultime séjour chez le révérend Newton, entre mars et décembre 1771. Il entre alors comme maître assistant à l'école de Robert Aker, où il enseigne l'écriture et l'arithmétique jusqu'en 1773.
Après la mort de son père, le 12 novembre 1772, la famille part pour Wood Dalling. En avril 1773, il tente avec sa mère d'obtenir une place au Newton's old college, académie dissidente d'Homerton, mais sa candidature est rejetée, car il est suspect de glassitisme. Après avoir passé l'été avec des parents à Gravesend et Stockbury, dans le Kent, il entre comme étudiant à l'académie d'Hoxton, l'une des meilleures écoles dissidentes du pays, en septembre. En 1777, durant ses vacances d'été, il prêche avec succès à Yarmouth et Lowestoft. Diplômé au printemps 1778, il devient ministre à Ware, dans le Hertfordshire en juin.
En août 1779, Godwin part pour Londres, où il demeure jusqu'en décembre. Ses maigres fonds le contraignent alors à rechercher une nouvelle place de ministre, qu'il trouve à Stowmarket, dans le Suffolk. C'est là qu'en 1781, Frederick Norman, un commerçant local, lui fait découvrir les philosophes français. Ayant perdu ses fonctions en avril 1782, il repart en juillet pour Londres, où il écrit sa Vie de Chatham, terminée en novembre. N'ayant pu trouver de travail dans la capitale, il retourne à sa vie de ministre, à Beaconsfield, dans le Buckinghamshire.
Le 29 janvier 1783 paraît la Vie de Chatham, qui reçoit un bon accueil. En mai, Godwin écrit et publie Defence of the Rockingham Party, son premier pamphlet politique. En juin, devant l'hostilité de la congrégation, il décide de quitter Beaconsfield et d'abandonner pour de bon la carrière de ministre. Sa foi religieuse s’étant évanouie, il renonce à enseigner aux autres ce qu’il ne croit plus.
De retour à Londres, il publie le 2 juillet 1783 An Account of the Seminary, un pamphlet. Puis, dans les mois qui suivent, il écrit six œuvres, dont trois de ses romans. The Herald of Literature paraît en octobre, les Sketches of History en novembre. En janvier 1784, Murray publie son Instructions to a Statesman, un pamphlet politique dans lequel il dénonce la part prise par George Grenville dans la chute de la Coalition Rockingham. À la même époque, un autre éditeur, Hookham, publie son court roman sentimental, Damon and Delia, écrit en dix jours, en septembre 1783. Italian Letters, un deuxième roman composé en trois semaines immédiatement après le premier, et Imogen sont publiés à leur tour en juillet 1784. Par ailleurs, il entre à l’English Review de John Murray et obtient la rubrique « histoire britannique et étrangère » dans The New Annual register de Robinson et Kippi, fonction qu'il occupe jusqu'en 1791.
Engagé comme précepteur de Willis Webb pour un an, Godwin entre en juillet 1785 dans la rédaction du Political Herald and Review, nouveau journal whig dont il devient rédacteur en chef en août (jusqu'à sa disparition, en 1787). À la même époque, il entre en correspondance avec Joseph Priestley, théologien et scientifique dissident.
En janvier 1787, Godwin demande en vain un poste au British Museum. Installé à la fin de mars à Grosvenor Square, il publie en septembre son History of the Internal Affairs of the United Provinces.
En février 1790, il assiste à un banquet organisé par des figures non-conformistes et leurs alliés parlementaires dans le cadre d'une campagne en faveur de l'abrogation des Test Acts, qui ferment toutes les fonctions publiques, donc également politiques, aux Dissidents. Lors des célébrations de la prise de la Bastille, le 14 juillet, il est accueilli chaleureusement par les partisans de la Révolution française, emmenés par Richard Price et parmi lesquels figurent les chefs whigs Sheridan et Stanhope.
Après quelques années d’obscurs travaux, il devient tout à coup célèbre avec deux ouvrages, un traité de politique sociale et un roman. Le premier, intitulé Enquiry concerning Political Justice, and its Influence on General Virtue and Happiness (Enquête sur la justice politique et son influence sur la vertu et le bonheur en général), paraît en 1793. S’inspirant de la philosophie des Lumières et de l’esprit de la Révolution française, l’auteur veut réformer la société d’après les données de la raison ; il détaille les abus des institutions les plus consacrées, même du mariage. Un même sentiment d’indignation contre les vices de la société transparaît dans le roman Caleb Williams (1794).
La notoriété que Godwin vient d’acquérir, comme défenseur des idées les plus novatrices, manque de le faire inclure dans l’accusation capitale dirigée contre ses amis Holcroft, Thelwall, Horne Tooke et autres. En 1797, il épouse Mary Wollstonecraft dont les idées s’accordent avec les siennes. Lorsqu’elle meurt en couches, lui laissant une fille, Mary, qui devint la femme du poète Shelley, Godwin écrit la vie de celle qu’il venait de perdre. Dès lors, toute la vie de Godwin est consacrée au travail littéraire.

## Œuvres
- Damon et Délia (Damon and Delia: a tale, T. Hookham, 1784, 182 p.)
- Imogène, une romance pastorale (Imogen: A Pastoral Romance From the Ancient British, William Lane, 1784, 175 p.)
- Lettres italiennes, ou l'Histoire du comte de Saint Julian (Italian letters or The history of the count de St Julian, Londres, G. Robinson, 1784, 2 vol.)
- Enquête sur la justice politique et son influence sur la vertu et le bonheur en général (An Inquiry concerning Political Justice, and its influence on General Virtue and Happiness), 1793. Seconde édition en 1795 sous le titre Enquête sur la justice politique et son influence sur la morale et le bonheur d'aujourd'hui (An Inquiry concerning Political Justice, and its influence on Modern Morals and Happiness) ; édition en langue française par l'Atelier de création libertaire en 2005.
- Les Aventures de Caleb Williams (en) (Things as They Are, or The Adventures of Caleb Williams, 1794), roman.
- Mémoires de la vie de Simon, Lord Lovat, écrites par lui-même en français et à présent traduites pour la première fois d'après le manuscrit original (Memoirs of the life of Simon, Lord Lovat written by himself in the French language and now first translated from the original manuscript, Londres, G. Nicol, 1797, in-8o, VII-468 p.)
- Vie et mémoires de Marie Wollstonecraft Godwin, auteur de la « Défense des droits de la femme », d'une « Réponse à Edmond Burck » (Memoirs of the Author of A Vindication of the Rights of Woman, 1798 pdf ; nouv. éd. par Pamela Clemit et Gina Luria Walker, Peterborough, 2001  (ISBN 1-55111-259-0)).
- Saint-Léon, conte du seizième siècle  (St. Leon, a Tale of the Sixteenth Century, 1799)[3] Roman du genre merveilleux, œuvre énergique et sombre, peu inférieure à Caleb Williams. Le héros possédant le secret de la transmutation des métaux et de l’élixir de longue vie ne trouve dans le double don de la richesse et de l’immortalité que misère et désespoir.
- Antonio Tragédie jouée sans succès en 1800.
- Vie de Chaucer (Life of Chaucer, 1803, 2 vol. in-4°) Biographie prolixe, mais assez exacte.
- Fleetwood ou le Nouvel homme du sentiment (Fleetwood or the New Man of feeling, 1804) Roman sombre et déclamatoire.
- Faulkner Tragédie jouée en 1807, avec aussi peu de succès qu’Antonio.
- Essais sur les tombeaux (Essays on sepulchers, XI) Suite de méditations morales d’une grave expression.
- Vies d’Édouard et John Philips, neveux de Milton (Lives of Edward and John Philips), 1815 Études originales sur une époque que Godwin connaissait bien.
- Mandeville, un conte du temps de Cromwell  (Mandeville, a Tale of the Times of Cromwell, 1817)
- Traité sur la population (Treatise on population, 1820, in-8o) Réfutation des doctrines de Malthus.
- Histoire de la république d’Angleterre (History of the Commonwealth of England from its commencement to its restoration, 1824-1828, 4 vol. in-8o)
- Cloudesley (1830, 3 vol. in-12), roman
- Pensées sur l’homme (Thoughts on man, 1831, in-8o)
- Deloraine, roman (1832, 3 vol. in-12)
- Vies des nécromanciens (Lives of the necromancers, 1831, in-8o).

Plusieurs des romans de Godwin, ainsi que le Traité sur la population (Paris, 1821, 2 vol. in-8o), ont été traduits en français.